# Roberto Calasso
Roberto Calasso (Florència, 30 de maig de 1941 - Milà, 28 de juliol de 2021) fou un editor i escriptor italià.
Estudià literatura anglesa a la universitat de Roma i es graduà amb la tesi sobre The hieroglyphs of Sir Thomas Browne, dirigida per Mario Praz. Treballà a l'editorial Adelphi Edizioni de la seva fundació el 1962, i n'esdevingué director editorial el 1971, després en fou conseller-delegat el 1990 i finalment president el 1999. En els darrers anys impartí classes a la Universitat d'Oxford, dins el programa "Weinfield visiting professorship in European comparative literature", en especial sobre literatura i els déus.